# Kvačekita
La kvačekita és un mineral de la classe dels sulfurs. Rep el nom de Milan Kvaček (13 de febrer 1930 - 21 de maig de 1993), un mineralogista txec i autor de les primeres descripcions exhaustives de selenits de Moràvia occidental, així com de més de seixanta publicacions en els camps de la mineralogia, la química i la geoquímica.

## Característiques
La kvačekita és un sulfur de fórmula química NiSbSe. Va ser aprovada com a espècie vàlida per l'Associació Mineralògica Internacional en el mes de gener de l'any 2024, i publicada en el mes d'abril del mateix any. Cristal·litza en el sistema isomètric. És l'anàleg de seleni de la ullmannita.
L'exemplar que va servir per a determinar l'espècie, el que es coneix com a material tipus, es troba conservat a les col·leccions del departament de mineralogia i petrologia del Museu Nacional de Praga, a la República Txeca, amb el número de catàleg: P1P 26/2023.

## Formació i jaciments
Va ser descoberta a la mina Bukov, a prop de la localitat homònima, uns 35 quilòmetres al sud-oest de Nové Město na Moravě, dins el districte de Žďár nad Sázavou (regió de Vysočina, República Txeca). Aquesta mina txeca és l'únic indret de tot el planeta on ha estat descrita aquesta espècie mineral.